# Kościół Wniebowzięcia Najświętszej Maryi Panny w Plankstetten
Kościół Wniebowzięcia Najświętszej Maryi Panny – gotycko-barokowy kościół katolicki, znajdujący się w Berching nad Kanałem Ludwika. Został zbudowany jako kościół klasztorny benedyktynów. Obok znajdują się barokowy klasztor i browar klasztorny.

## Źródła
- Andreas Schmidt: Kloster im Wandel: Aus der Verantwortung für die Schöpfung. Auf dem Weg zu einer nachhaltigen Kreislaufwirtschaft in und mit der Region, veröffentlicht in: Doris Schmied und Wüstenrot Stiftung (Hrsg.): Kirche im Dorf, 2020, Druckerei Raisch GmbH, ISBN 978-3-96075-007-9, S. 59–73.